# Лисюхоудль
Лисюхоудль (исл. Lýsuhóll) — одна из самых маленьких вулканических систем Исландии, находящаяся на полуострове Снайфедльснес. Высота составляет 986 м. Состоит из цепочки вулканических конусов. Последнее изображение цепочки не определено.